# Нещадименко Іван Петрович
Іван Петрович Нещадименко (3 вересня 1885, Сердегівка — 17 квітня 1967) Смоленськ) — український радянський патофізіолог, доктор медичних наук, професор.

## Життєпис

### Родина
Народився 3 вересня 1885 року в селі Сердегівці в сім'ї православного селянина. Похрещений у місцевій Різдво-Богородицькій церкві 9 вересня 1885 року. Хрещеними батьками були селянин цього ж села Кузьма Павлович Ягодинський та Марія Федорівна, дружина солдата Стефана Корінюка.
Батько — Петро Леонтійович Нещадим.
Мати — Варвара Федорівна.
Брат — Марко (2 січня 1869, Сердегівка — 1 жовтня 1942, Київ) — український радянський мікробіолог та епідеміолог, доктор медицини (з 1910 року), професор, член-кореспондент ВУАН по відділу мікробіології (з 1929 року).
Брат — Іван (нар.? — пом.30 січня 1880, Сердегівка), помер однорічним малятком.
Сестра — Анастасія (нар.4 січня 1881, Сердегівка — пом.1 січня 1882, Сердегівка).
Сестра — Євдокія (нар.1 березня 1883, Сердегівка — пом.13 січня 1886, Сердегівка).
Сестра — Харитина (нар.5 жовтня 1887, Сердегівка — пом.25 квітня 1926, Київ) — українська радянська актриса.

### Навчання
Навчався в Златопільській чоловічій гімназії та склав іспити зрілості(випуск 1906 року, атестат № 630). У 1912 році закінчив медичний факультет Університету святого Володимира.

### Перша світова війна
З початком Першої світової війни мобілізується із запасу як молодший лікар до 17-го піхотного Архангелогородського Великого Князя Володимира Олександровича полку.
Станом на 20 березня 1915 року перебуває в резерві чинів Київського військово-окружного санітарного управління.

### Трудова діяльність
Після захоплення Української Народної Республіки російськими більшовиками – 1920 року розпочинає педагогічну діяльність на кафедрі патофізіології Київського медінституту, Київського медінституту, де пропрацював до 1930 року. У грудні 1932 року очолив кафедру патофізіології Смоленського медінституту. У 1938 році захистив докторську дисертацію. З початком Великої Вітчизняної війни був евакуйований в тил і аж до 1944 року керував кафедрою патофізіології Іжевського медінституту.
Після звільнення Смоленщини знову очолив кафедру в Смоленськом медінституті. З 1945 по 1949 рік працював за сумісництвом заступником директора інституту з наукової та навчальної роботи.

### Нагороди
- Орден Святої Анни 3 ступеня з мечами та бантом (20 березня 1915 року затверджене нагородження командувача – арміями за відзнаки в битвах з ворогом).

## Наукова діяльність
Основною темою його досліджень було вивчення морфофункціональних властивостей крові при різних впливах, інфекційних захворюваннях, гельмінтозах, дії солей важких металів, проблеми довголіття.
Автор 59 наукових праць, серед них:
- Вітаміни та здоров'я. 1948 [Архівовано 20 серпня 2016 у Wayback Machine.](рос.)
- Глистові захворювання та боротьба з ними. 1950 [Архівовано 21 серпня 2016 у Wayback Machine.](рос.)

## Зазначення
1. ↑  Державний архів Черкаської області. Метрична книга Різдво-Богородицької церкви села Сердегівка. Ф. 931 оп.1 спр.3249 С.19-80 [Архівовано 18 квітня 2016 у Wayback Machine.](рос. дореф.)З цього ж джерела наведені метричні дані про інших членів родини.(рос. дореф.)
2. ↑  Державний архів Черкаської області. Метрична книга Різдво-Богородицької церкви села Сердегівка. Ф. 931 оп.1 спр.3454 С.13 [Архівовано 18 квітня 2016 у Wayback Machine.](рос. дореф.)(рос. дореф.)
3. ↑  Державний архів Кіровоградської області. Список учнів і сторонніх осіб, які витримали іспит зрілості в 1906 році. Ф. 499 опис 1 справа 582 С. 4 [Архівовано 30 листопада 2016 у Wayback Machine.](рос.)